# Polypodium hydriforme
Cet article concerne la famille de Cnidaires. Pour le clade de Fougères, voir Polypodiidae.
Famille
Genre
Espèce
Polypodium hydriforme est une espèce de cnidaires parasites endocytiques des œufs des familles de poissons Acipenseridae ou Polyodontidae.

## Famille Polypodiidae
- (en) Tree of Life Web Project : Polypodiidae
- (en) Catalogue of Life : Polypodiidae
- (en) Fauna Europaea : Polypodiidae (consulté le 22 mars 2023)
- (fr + en) ITIS : Polypodiidae
- (en) WoRMS : Polypodiidae Poche, 1914 (+ liste espèces)
- (en) Animal Diversity Web : Polypodiidae
- (en) NCBI : Polypodiidae (taxons inclus)

## GenrePolypodium
- (en) Catalogue of Life : Polypodium L. (consulté le 8 avril 2023)
- (en) Fauna Europaea : Polypodium Ussov, 1885 (consulté le 22 mars 2023)
- (en) WoRMS : Polypodium (+ liste espèces)
- (en) Animal Diversity Web : Polypodium
- (en) UICN : taxon  Polypodium  (consulté le 7 janvier 2023)

## EspècePolypodium hydriforme
- (en) Catalogue of Life : Polypodium hydriforme Ussov, 1885
- (en) Fauna Europaea : Polypodium hydriforme Ussov, 1885 (consulté le 22 mars 2023)
- (fr + en) ITIS : Polypodium hydriforme Ussov, 1885
- (en) WoRMS : espèce Polypodium hydriforme Ussov, 1885
- (en) Animal Diversity Web : Polypodium hydriforme
- (en) NCBI : Polypodium hydriforme (taxons inclus)